# Fångutväxlingarna i Göteborg 1943 och 1944

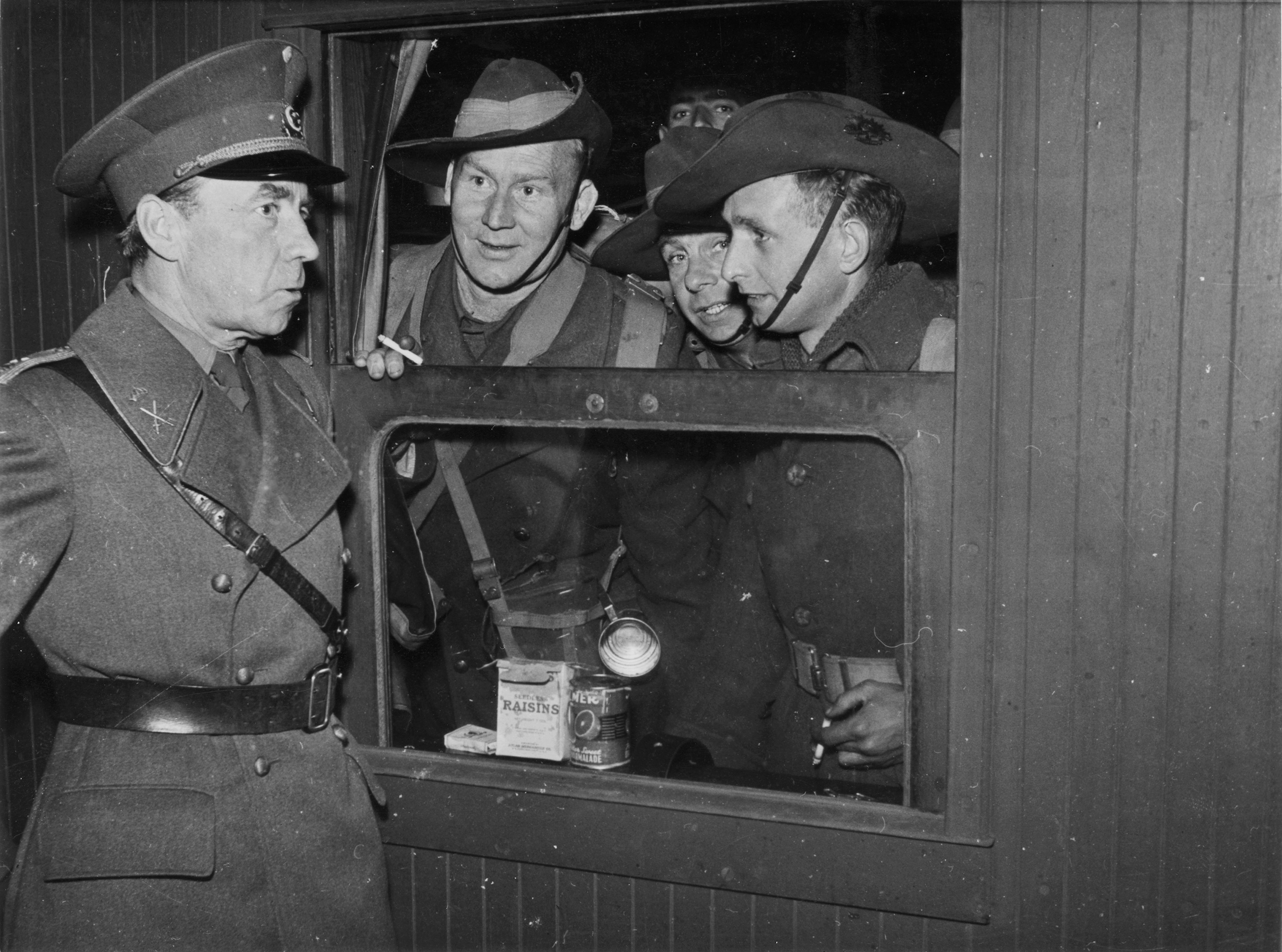
Greve Folke Bernadotte i samspråk med australiensiska krigsfångar som anlänt med tyskt tåg till Amerikaskjulet i Göteborgs hamn.

Under andra världskriget skedde åren 1943 och 1944 två stora fångutväxlingar i Göteborgs hamn mellan de allierade och axelmakterna. Det hela organiserades av Röda korset med greve Folke Bernadotte i spetsen och samordnades med liknande utväxlingar i andra delar av världen. Utväxlingarna av fångar kunde ske i Sverige på grund av landets neutralitet. De två svenska atlantångarna M/S Gripsholm och S/S Drottningholm, ägda av Svenska Amerika Linien var sedan 1942 hyrda av Röda Korset, till största delen betalda av USA, för att utföra dylika transporter av fångar och sårade. De kallades för "Vita båtarna" eftersom de för uppgiften var helt vitmålade och gick fullt upplysta över havet. De hade målade svenska flaggor på sidorna, Röda korsets symbol på däck och ordet "diplomat" i stora bokstäver på sidorna av skrovet. Vid första utväxlingen, vilken skedde i oktober 1943 utväxlades cirka 5300 fångar och vid andra tillfället, i september 1944 utväxlades cirka 5500 fångar.

## Utväxlingen 1943

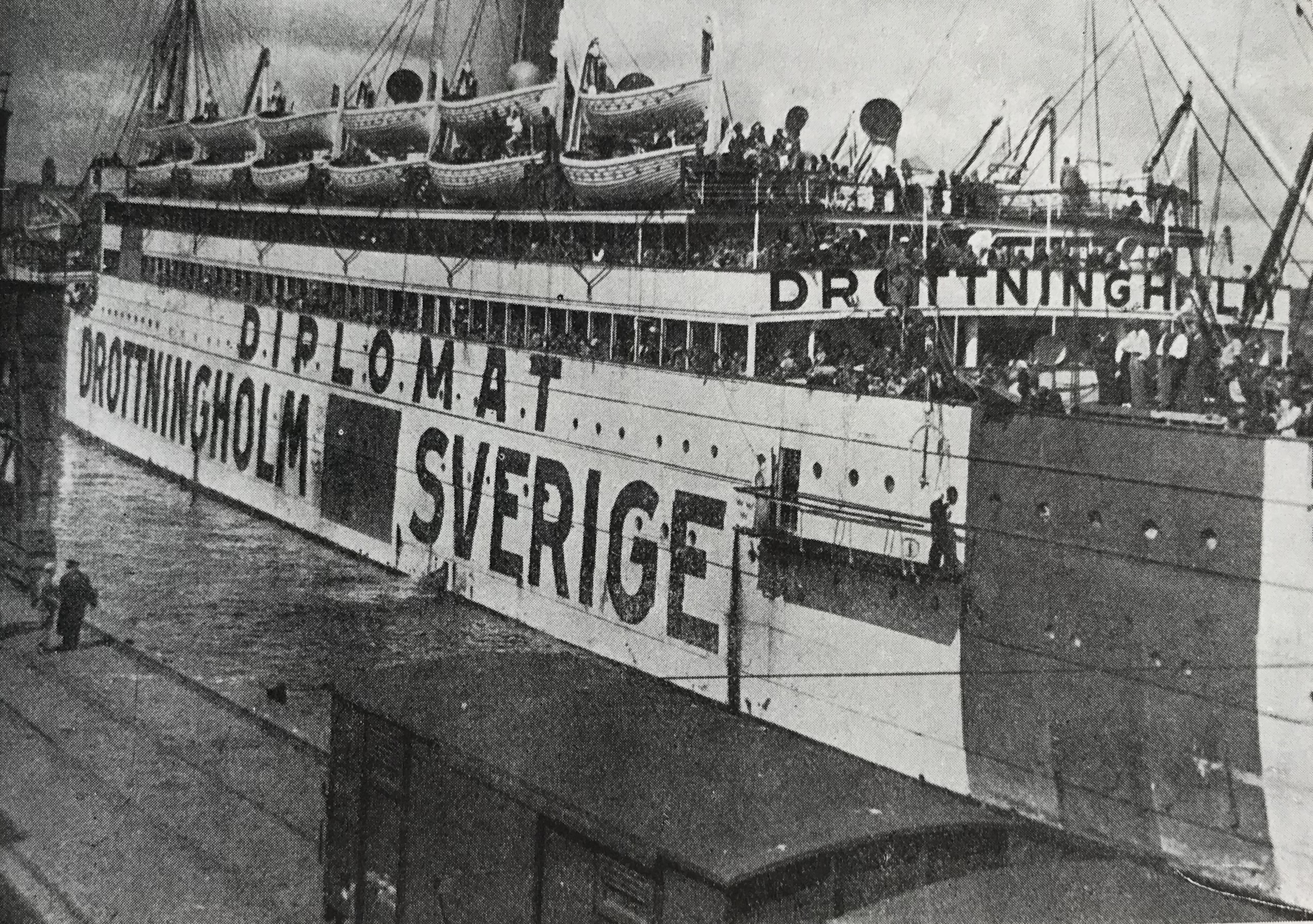
För båda fångutväxlingarna 1943 och 1944 i Göteborg användes SS Drottningholm, här fotograferad i Göteborgs hamn.

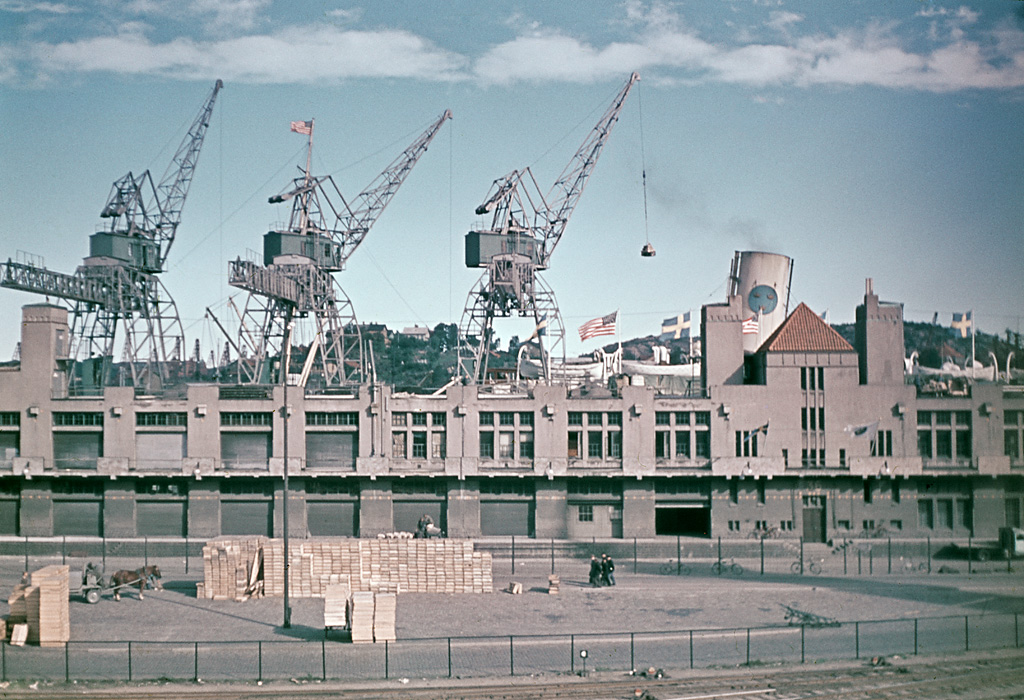
Amerikaskjulet vid Stigbergskajen, där delar av fångutväxlingarna 1944 och 1943 skedde. Denna bild är från 1944, samma år som den andra fångutväxlingen.

Den första fångutväxlingen skedde 18–21 oktober 1943. Efter långa förhandlingar inleddes det hela på måndagsmorgonen den 18 oktober med att de två tyska lastfartygen Rügen och Meteor, som seglat från Swinemünde anlände Göteborg med framförallt engelska krigsfångar. Rügen lade först till vid Stigbergskajen medan Meteor lade till i Frihamnen. Vid Amerikaskjulet låg redan atlantångaren Drottningholm som skulle ta emot delar av de allierade fångarna.
Direkt vid ankomst hölls möte mellan greve Folke Bernadotte (Röda korset), den tyska marinattachén Paul von Wahlert, tyska generalkonsuln i Göteborg Carl von Below, Regierungsrat Ruoff, de båda befälhavarna på fartygen, Oberstaabsarzt von Schelling och Oberstaabsarzt Fritsche samt schweiziske militärattachén kapten Arnold Kaech.
Tidigt på tisdagsmorgon den 19 oktober anlände två långa tåg fullsatta med allierade fångar Göteborg från Trelleborg. Efter att passagerarna gått av vid Stigbergskajen dirigerades ena tåget till Frihamnen.
36 timmar försenade, på onsdagen den 20 anlände sedan de två engelska fartygen Empress of Russia och Atlantis, den senare en 15000 tons kryssare med 800 tyska fångar ombord. När de engelska soldaterna lämnat fartyget Rügen och äntrat Empress of Russia fortsatte Rügen ut till Frihamnen för att ta emot de tyska passagerarna från Atlantis.
Röda korset hade cirka 100 män och kvinnor som bistod och kronprinsessan Louise, syster till befälhavare Lord Mountbatten, var på plats.
Klockan sex på morgonen torsdagen den 21 oktober lämnade skeppen Göteborg. Med sig hade de 4159 allierade fångar på Empress of Russia, Atlantis och Drottningholm, 831 tyskar på Meteor och Rügen, och 250-300 tyska civilfångar med tåg till Trelleborg, och vidare med Sassnitzfärjan.
Fångutväxlingen synkroniserades med en annan liknande utväxling i Oran och Marseille, med totalt cirka 10000 fångar. Utväxlingar skedde även i Barcelona och Nordafrika.

## Utväxlingen 1944

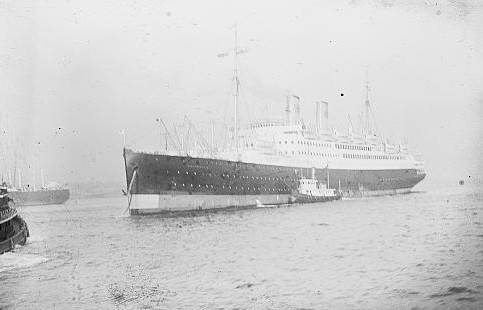
Under utväxlingen 1944 användes, utöver S/S Drottningholm även M/S Gripsholm. Gripsholm här fotograferad innan hon målades vit för diplomatuppdraget.

Den andra fångutväxlingen i Göteborg under andra världskriget inträffade 7–9 september. Redan den 23 augusti avgick M/S Gripsholm från New York till Sverige med främst tyska krigsfångar. Torsdag den 7 september anlände de 682 tyska soldaterna och civila Frihamnen i Göteborg. Många var tillfångatagna i Tunisien, vid El Alamein, i Italien och i Frankrike. När de anlände stod många uppe på däck och sjöng Deutschland, Deutschland über alles ackompanjerad av KA 4:as fritidsorkester som stod på land, samtidigt som heilande flickor från tyska kolonin i Stockholm hälsade sin landsmän.
På land möttes de av Greve Folke Bernadotte, tillsammans med tyska ministern Hans Thomsen från Stockholm, E. Stjernstedt, polismästare Ernst Fontell, representanter från Oberkommando der Wehrmacht och tyska legationen i Stockholm. Även Prinsessan Sibylla och Malte Jacobsson besökte händelsen. Vid hamn låg lasarettsfartyget Prins Carl som direkt tog emot 132 sängliggande.
Lottorna från Röda korset skötte utspisning av middag. Älvsborgs regementes musikkår spelade och ett par timmar innan de tyska soldaterna gick på tåget mot Trelleborg höll minister Thomsen tal och manade till ”fortsatt trohet mot der Führer”.
Detta var M/S Gripholms femte resa som utväxlingsfartyg som då transporterat 9000-10000 människor på dessa färder. De hade bland annat gjort utväxlingar i Japan och i Portugisiska Västindien. Kapten för Gripsholm var Sigfrid Ericsson. Besättningen representeras av 21 nationaliteter varav 160 svenskar. Där fanns två läkare, en svensk och en amerikansk, fyra sjuksköterskor samt manliga sjukvårdare för de psykiskt sjuka.
Klockan 7-8 på torsdagsmorgonen den 8 september började tåg från Trelleborg köra mot Frihamnen för att lasta ut över 1700 amerikanska och engelska soldater och officerare. 400 sängliggande fördes direkt till Gripsholm, övriga inkvarterades i Göteborg.
Till Stigbergskajen kom Drottningholm från England med 500 tyska kvinnor och barn från krigsläger i Port Erin på Isle of Man, tillsammans med ett antal finska soldater.
Den sista stora transporten av fångar västerifrån anlände sent på fredagskvällen den 9 september med skeppet Arundel Castle vilket medförde 900 tyskar, i första hand soldater från Nordafrika, det vill säga rester av Rommels ökenarmé. Dessa fördes ombord på tåg till Trelleborg.

## Efterspel
En tysk fånge dog under utväxlingen i Göteborg och begravdes 15 september på Kvibergs kyrkogård i en gemensam grav med 98 omkomna tyskar från Westfalenkatastrofen.